# Elna
Elna é uma comuna francesa na região administrativa de Occitânia, no departamento de Pirenéus Orientais. Estende-se por uma área de 21,29 km².

## Geografia

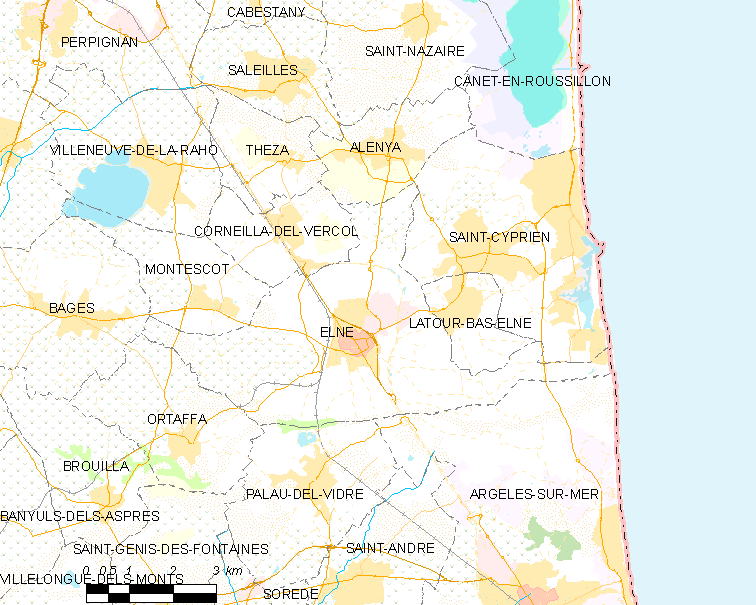
Mapa de Elne